# Sonbahar
Sonbahar è un film del 2008 diretto da Özcan Alper.